# Ommatius marginellus
Ommatius marginellus är en tvåvingeart som först beskrevs av Fabricius 1781.  Ommatius marginellus ingår i släktet Ommatius och familjen rovflugor. Inga underarter finns listade i Catalogue of Life.